# Colégios de aplicação

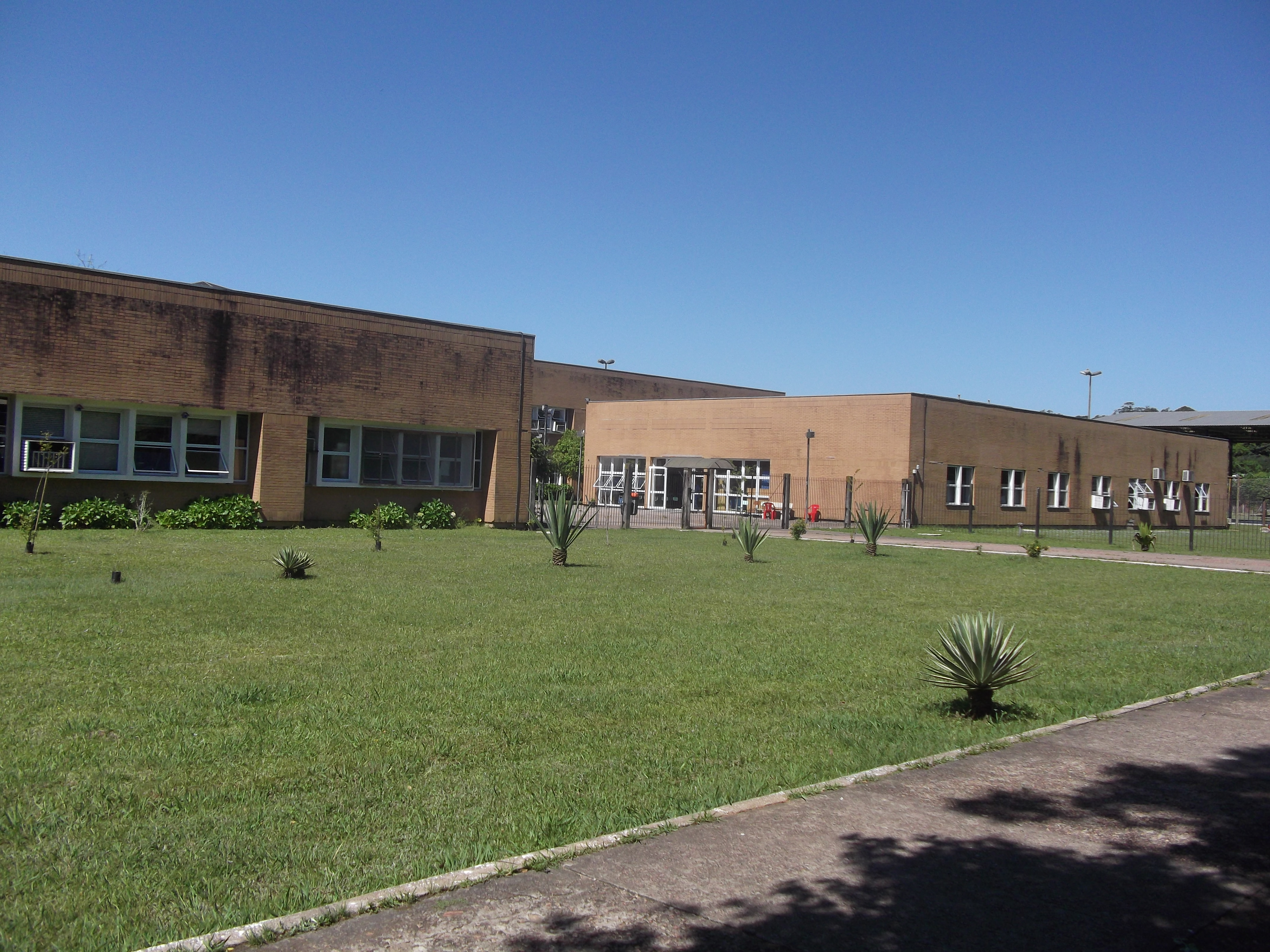
Colégio de Aplicação da Universidade Federal do Rio Grande do Sul

Um colégio de aplicação é uma instituição de educação infantil, ensino fundamental e/ou ensino médio, mantido e gerido por uma instituição de ensino superior e dedicado a aplicar as práticas pedagógicas desenvolvidas por ela. Por ser ligado a uma universidade, um colégio de aplicação serve de campo de experimentação para inovações em didática e gestão escolar. Sua função social é integrar a teoria e a prática pedagógicas na formação de alunos e professores.
Universidades utilizam os colégios de aplicação como local de testes de novas pedagogias, bem como local de estágio profissional para os formandos das universidades. Nos colégios de aplicação, os professores costumam ser doutores, mestres e pesquisadores: por isso, os colégios de aplicação costumam se caracterizar por uma elevada qualidade de ensino. Existem mais de cem colégios de aplicação no mundo. No Brasil, são 24 em universidades federais, mas há também colégios de aplicação vinculados a universidades estaduais e privadas.
Os colégios de aplicação têm a função de pôr em prática inovações que sejam estudadas e pesquisadas no campo da Educação como área de conhecimento. Idealmente, a pedagogia nas escolas deste tipo se orienta pelos princípios da experimentação, da aplicação e da demonstração. Como parte integrante de universidades, os colégios de aplicação têm o papel de ser espaços para o exercício do tripé universitário, que são as atividades de ensino, pesquisa e extensão (e não só ensino, como a maioria dos colégios convencionais). Portanto, professores de ensinos fundamental e médio nesses colégios são também professores da universidade (ainda que não dedicados ao ensino superior), muitos com titulação acadêmica de pós-graduação (mestrado, doutorado), e devem cumprir tarefas como pesquisadores (produzindo conhecimentos novos) e extensionistas (levando o conhecimento da instituição para a sociedade). Frequentemente, os alunos graduandos em cursos de Educação, Pedagogia e licenciaturas (em Letras, Matemática, Química, História, Biologia, Geografia, Física e Educação Física) de universidades que mantêm colégios de aplicação fazem seus estágios docentes nessas escolas.
Mesmo inseridos na estrutura institucional de universidades, nem sempre os colégios de aplicação têm instalações localizadas dentro de um campus universitário. Alguns podem ter prédios próprios, separados dos campi principais.

## Colégios de aplicação no Brasil
O Decreto-Lei Nº 9053 de 12 de março de 1946 previa obrigatoriedade da criação de ginásios de aplicação nas Faculdades de Filosofia do País. A denominação "Ginásio de Aplicação" foi, ao longo do tempo, sendo substituída por "Escola de Aplicação", uma vez que, ao lado do Curso Ginasial, muitos deles passaram a oferecer o Curso Colegial e/ou Curso Normal e, por último, as séries iniciais do 1º Grau. Em 1979 havia 8 colégios de aplicação em instituições federais de ensino superior. Em 2013 havia 17 colégios de aplicação em 16 universidades federais no país. Em 2022, mais 7 unidades foram reconhecidas como colégios de aplicação pelo Ministério da Educação, com a inclusão de unidades universitárias federais de educação infantil, totalizando 24 colégios de aplicação em universidades federais no país.

### Lista de colégios de aplicação
No Brasil, várias universidades mantêm colégios de aplicação, sejam públicas, privadas ou comunitárias.

#### Universidades federais
De acordo com o Ministério da Educação, 24 unidades são reconhecidas oficialmente como colégios de aplicação em universidades federais pelo país:
| Universidade                                       | Colégio                                                                                    | Ano de fundação |
| -------------------------------------------------- | ------------------------------------------------------------------------------------------ | --------------- |
| Universidade Federal do Acre (UFAC)                | Colégio de Aplicação                                                                       | 1982            |
| Universidade Federal de Goiás (UFG)                | Centro de Ensino e Pesquisa Aplicada à Educação (CEPAE)                                    | 1966            |
| Universidade Federal de Juiz de Fora (UFJF)        | Colégio de Aplicação João XXIII da UFJF                                                    | 1965            |
| Universidade Federal do Pará (UFPA)                | Escola de Aplicação da UFPA (antigo NPI)                                                   | 1963            |
| Universidade Federal de Pernambuco (UFPE)          | Colégio de Aplicação da UFPE (CAp-UFPE)                                                    | 1958            |
| Universidade Federal de Roraima                    | Colégio de Aplicação da UFRR (CAp-UFRR)                                                    | 1995            |
| Universidade Federal de Santa Catarina (UFSC)      | Colégio de Aplicação da UFSC                                                               | 1961            |
| Universidade Federal de Santa Catarina (UFSC)      | Núcleo de Desenvolvimento Infantil (NDI)                                                   | 1980            |
| Universidade Federal de Sergipe (UFS)              | Colégio de Aplicação da UFS (CODAP/UFS)                                                    | 1959            |
| Universidade Federal de Viçosa (UFV)               | Colégio de Aplicação da UFV (CAp-COLUNI)                                                   | 1965            |
| Universidade Federal do Rio de Janeiro             | Colégio de Aplicação da UFRJ (CAp-UFRJ)                                                    | 1948            |
| Universidade Federal do Rio Grande do Norte (UFRN) | Núcleo de Educação Infantil (NEI)                                                          | 1979            |
| Universidade Federal do Rio Grande do Sul (UFRGS)  | Colégio de Aplicação da UFRGS (CAp UFRGS)                                                  | 1954            |
| Universidade Federal Fluminense (UFF)              | Colégio Universitário Geraldo Reis (Coluni UFF)                                            | 2006            |
| Universidade Federal de Santa Maria (UFSM)         | Unidade de Educação Infantil Ipê Amarelo (UEIIA)                                           | 1989            |
| Universidade Federal de Campina Grande (UFCG)      | Unidade Acadêmica de Educação Infantil (UAEI) Escola Técnica de Saúde de Cajazeiras (ETSC) | 1978            |
| Universidade Federal da Paraíba (UFPB)             | Escola de Educação Básica (EEBAS)                                                          | 1988            |
| Universidade Federal do Espírito Santo (UFES)      | Centro de Educação Infantil Criarte                                                        | 1976            |
| Universidade Federal de Alagoas (UFAL)             | Unidade de Educação Infantil Profª Telma Vitória (UEIPTV)                                  | 1984            |
| Universidade Federal de Lavras (UFLA)              | Núcleo de Estudos da Infância (NEDI)                                                       |                 |
| Universidade Federal do Ceará (UFC)                | Unidade Universitária de Educação Infantil (UUNDC)                                         | 1978            |
| Universidade Federal de Minas Gerais (UFMG)        | Centro Pedagógico (CP/UFMG)                                                                | 1954            |
| Universidade Federal do Maranhão (UFMA)            | Colégio Universitário (COLUN)                                                              | 1968            |
| Universidade Federal de Uberlândia (UFU)           | Escola de Educação Básica (ESEBA)                                                          | 1977            |

#### Outras universidades
- Fundação Educacional de Macaé (FUNEMAC) - Colégio de Aplicação de Macaé (CAp-FUNEMAC)
- Instituto Superior de Educação do Rio de Janeiro (ISERJ) - Colégio de Aplicação do ISERJ (CAp-ISERJ)
- Instituto Superior de Educação Professor Aldo Muylaert (ISEPAM) - Colégio de Aplicação do ISEPAM (CAp-ISEPAM)
- Pontifícia Universidade Católica de Campinas - Colégio de Aplicação Pio XII
- Pontifícia Universidade Católica do Rio de Janeiro (PUC-Rio) - Colégio Teresiano (antigo Colégio de Aplicação da PUC/RJ)
- Universidade Castelo Branco (UCB) - Colégio Paulo Gissoni
- Universidade Católica de Petrópolis (UCP) - Colégio de Aplicação da UCP
- Universidade do Estado do Rio de Janeiro - Instituto de Aplicação Fernando Rodrigues da Silveira (CAp-UERJ)
- Universidade Estadual de Feira de Santana (UEFS) - Centro Integrado de Educação Assis Chateaubriand
- Universidade Estadual de Londrina (UEL) - Colégio de Aplicação Pedagógica da UEL Professor José Aloísio Aragão
- Universidade Estadual de Maringá (UEM) - Colégio de Aplicação Pedagógica
- Universidade Estadual Paulista (Unesp) - Colégio Técnico Agrícola de Jaboticabal [7]
- Universidade Estadual Paulista (Unesp) - Colégio Técnico Industrial de Bauru [7]
- Universidade Estadual Paulista (Unesp) - Colégio Técnico Industrial de Guaratinguetá (CTIG) [7]
- Universidade de São Paulo (USP) - Colégio Técnico de Lorena (Cotel) [8]
- Universidade de São Paulo (USP) - Escola de Aplicação (Faculdade de Educação - São Paulo) [9]

## Conselho Nacional dos Dirigentes das Escolas de Educação Básica das Instituições Federais de Ensino Superior (CONDICAP)
No âmbito das instituições federais de ensino superior brasileiras, o CONDICAP, constituído pelos dirigentes em exercícios nos colégios de aplicação, tem por objetivo a inserção dos Colégios de Aplicação nas políticas de ensino, pesquisa e extensão e a integração dos Colégios de Aplicação das instituições federais de ensino superior, sua valorização e sua defesa.

## ver também
- Escola Normal
- Colégio Militar